# Brad Zapisocki
Brad Zapisocki (ur. 9 września 1970) – kanadyjski snowboardzista. Nie startował na igrzyskach olimpijskich. Na mistrzostwach świata jego najlepszym wynikiem jest 24. miejsce w snowcrossie na mistrzostwach w San Candido. Najlepsze wyniki w Pucharze Świata osiągnął w sezonie 1994/1995, kiedy to zajął 13. miejsce w klasyfikacji PAR.
W 1999 r. zakończył karierę.

## Sukcesy

### Mistrzostwa Świata
| Miejsce | Dzień       | Rok  | Miejscowość | Konkurencja       | Zwycięzca          |
| ------- | ----------- | ---- | ----------- | ----------------- | ------------------ |
| 45.     | 27 stycznia | 1996 | Lienz       | Gigant            | Jeff Greenwood     |
| 30.     | 28 stycznia | 1996 | Lienz       | Slalom równoległy | Ivo Rudiferia      |
| 28.     | 22 stycznia | 1997 | San Candido | Gigant            | Thomas Prugger     |
| 28.     | 25 stycznia | 1997 | San Candido | Slalom równoległy | Mike Jacoby        |
| 24.     | 26 stycznia | 1997 | San Candido | Snowboardcross    | Helmut Pramstaller |

### Puchar Świata

#### Miejsca w klasyfikacji generalnej
- 1994/1995 - -
- 1995/1996 - 36.
- 1996/1997 - 44.
- 1997/1998 - 82.
- 1998/1999 - 127.

#### Miejsca na podium
1. Calgary – 25 lutego 1995 (Slalom równoległy) - 1. miejsce